# Walter Bengtsson (militär)
Walter Bengtsson, född den 6 januari 1901 i Landskrona, död den 15 augusti 1989 i Råsunda församling, var en svensk militär. Han var måg till Carl Engström.
Bengtsson avlade studentexamen 1923 och officersexamen 1923. Han blev fänrik i fortifikationen sistnämnda år och underlöjtnant vid fortifikationen 1925. Efter att ha genomgått Artilleri- och ingenjörhögskolan blev han löjtnant vid fortifikationen 1928. Han genomgick Artilleriets skjutskola 1932 och övergick som löjtnant till Signalregementet vid fortifikationens delning 1937. Han befordrades till kapten där samma år, övergick som sådan till ingenjörtrupperna 1938, till trängen 1939 och åter till Signalregementet 1942. Bengtsson befordrades till major 1946 och var chef för Signalregementets kompani i Boden 1946–1949. Sistnämnda år övergick han till Signaltruppernas reserv med tjänstgöring i försvarsstaben. Bengtsson blev byråchef vid försvarsbyrån i telegrafstyrelsen 1949 och avdelningschef för chefsexpeditionen på försvarsstaben 1953. Han blev riddare av Svärdsorden 1944 och av Vasaorden 1953.